# Göta Lejon (1746)
Göta Lejon var ett svenskt 70-kanoners linjeskepp, byggt 1746 av Gilbert Sheldon i Karlskrona; deltog i sjötågen 1758 samt 1789–90; slopat 1817. Ej att förväxla med ostindienfararen Götha Leijon, byggd 1745 troligtvis i Stockholm (310 läster, 28 kanoner, 120 i besättningen, tre resor till Kanton 1746-1754).